# 閔応植
閔 応植（ミン・ウンシク、朝: 민응식、1844年 - 1903年3月22日）は、李氏朝鮮の政治家。本貫は驪興閔氏。字は性文、号は藕堂、諡号は忠文公。

## 人物
父は吏曹・刑曹判書を務めた閔泳愚。1882年の壬午軍乱では王妃閔妃の避難を助けて信任を得た。同年10月に科挙の文科に及第し、1883年に従二品に昇進すると、戸曹参判、都承旨を経て、1884年には平安道観察使となった。1885年に正二品に昇進し、兵曹を除く六曹の判書、協弁（次席）内務府事、督弁（主席）内務府事などを歴任し、1887年には従一品に昇進した。1894年、閔氏による勢道政治が崩壊すると、全羅道古今島に流配となったが、1895年に赦免され、宮内府特進官に任命された。